# Église Saint-Laurent de Villiers-le-Sec
Pour les articles homonymes, voir Église Saint-Laurent.
L'église Saint-Laurent est une église catholique située à Villiers-le-Sec, en France. Datant des XIIe et XIIIe siècles, elle est en partie classée aux monuments historiques.

## Localisation
L'église est située dans le département français du Calvados, dans le bourg de Villiers-le-Sec.

## Historique
Le clocher et le chœur sont classés au titre des monuments historiques depuis le 22 octobre 1913.
La restauration du clocher fait partie des projets retenus du Loto du patrimoine 2020.
Des travaux de stabilisation et de restauration du clocher ont été effectués entre septembre 2021 et 2024. L'inauguration des travaux de restauration a eu lieu lors des journées du patrimoine en septembre 2024. Les 3 cloches ont été remises en état à Insbrück en Autriche.

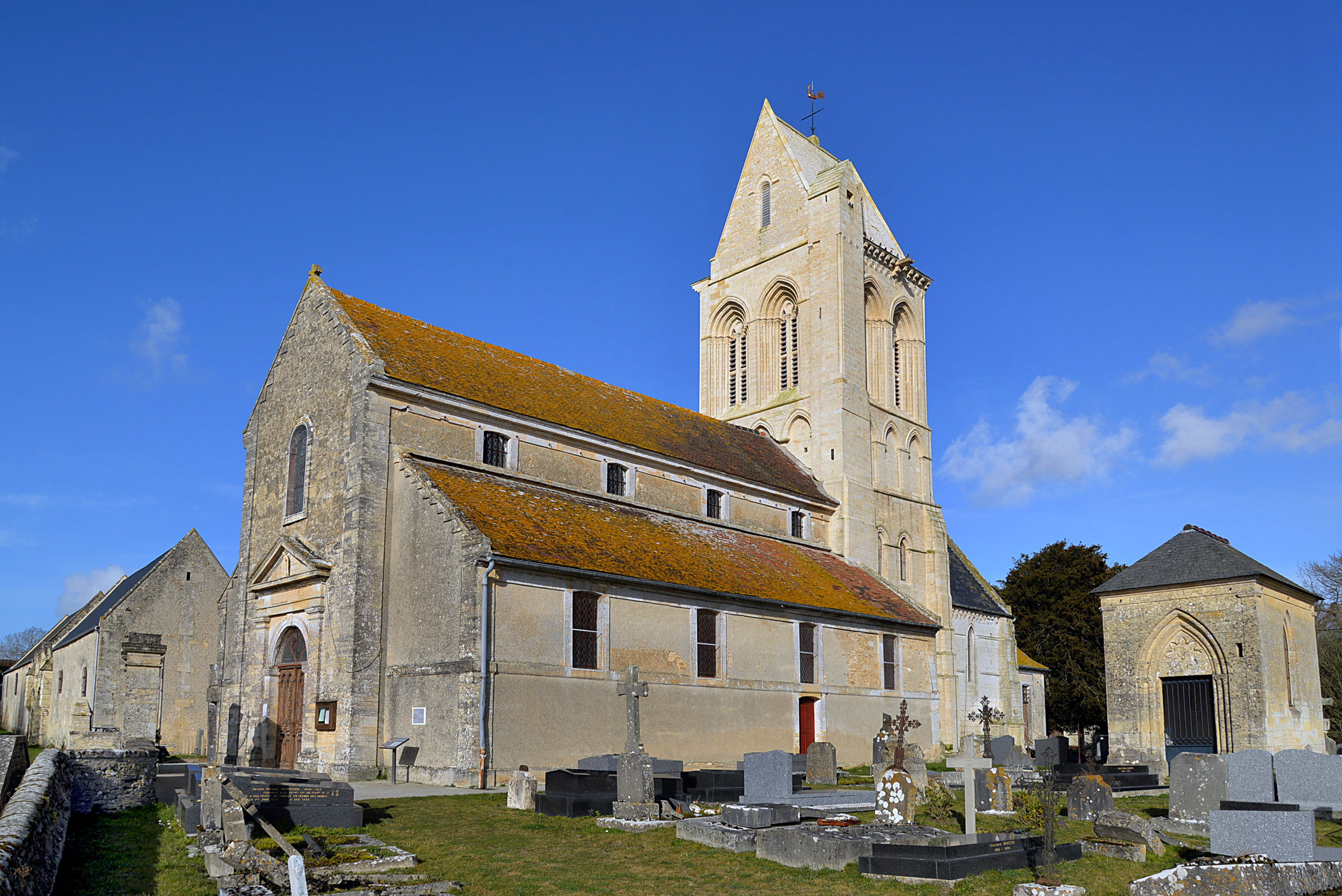
L'église au sud-ouest.
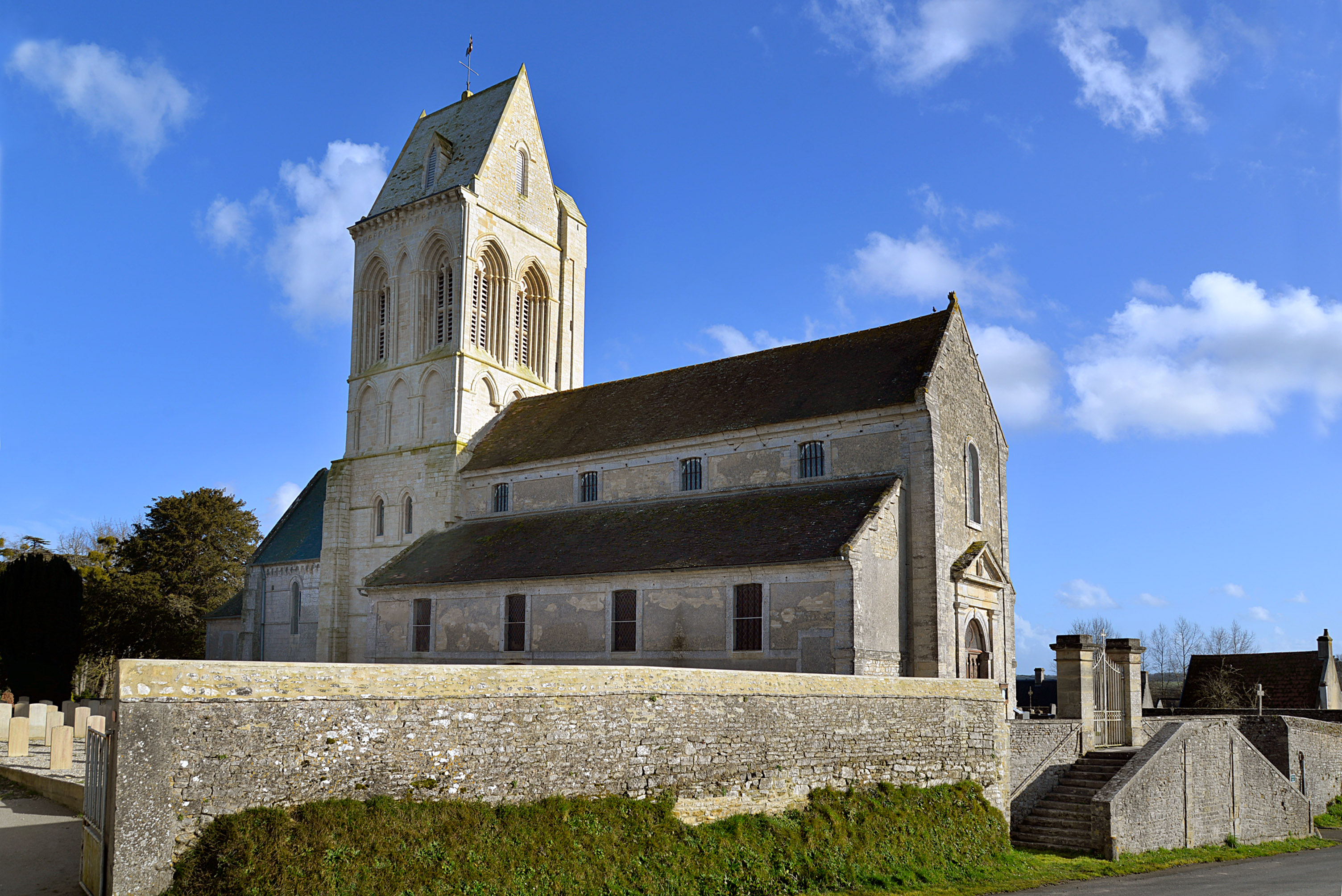
L'église au nord-ouest.
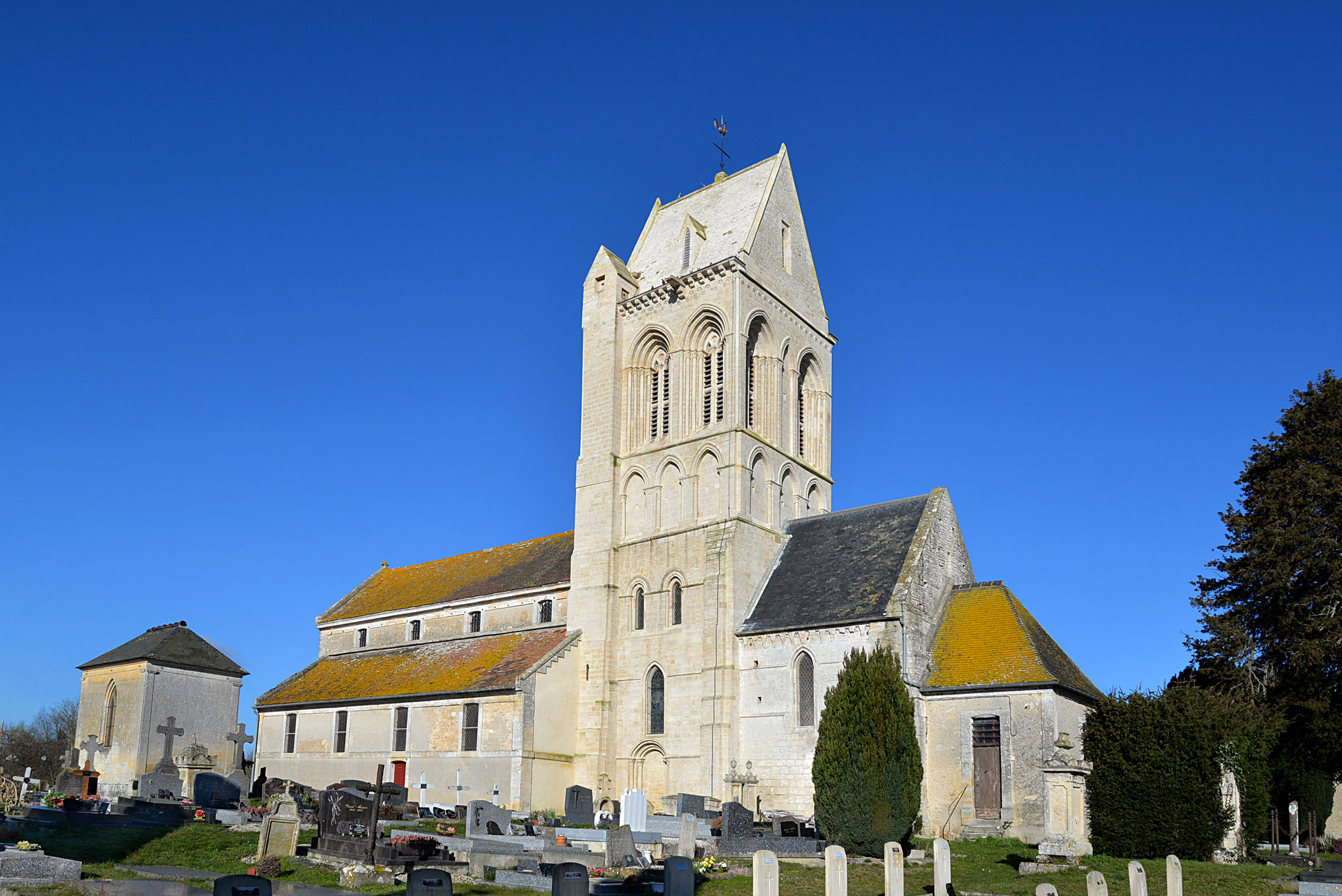
L'église au sud-est.
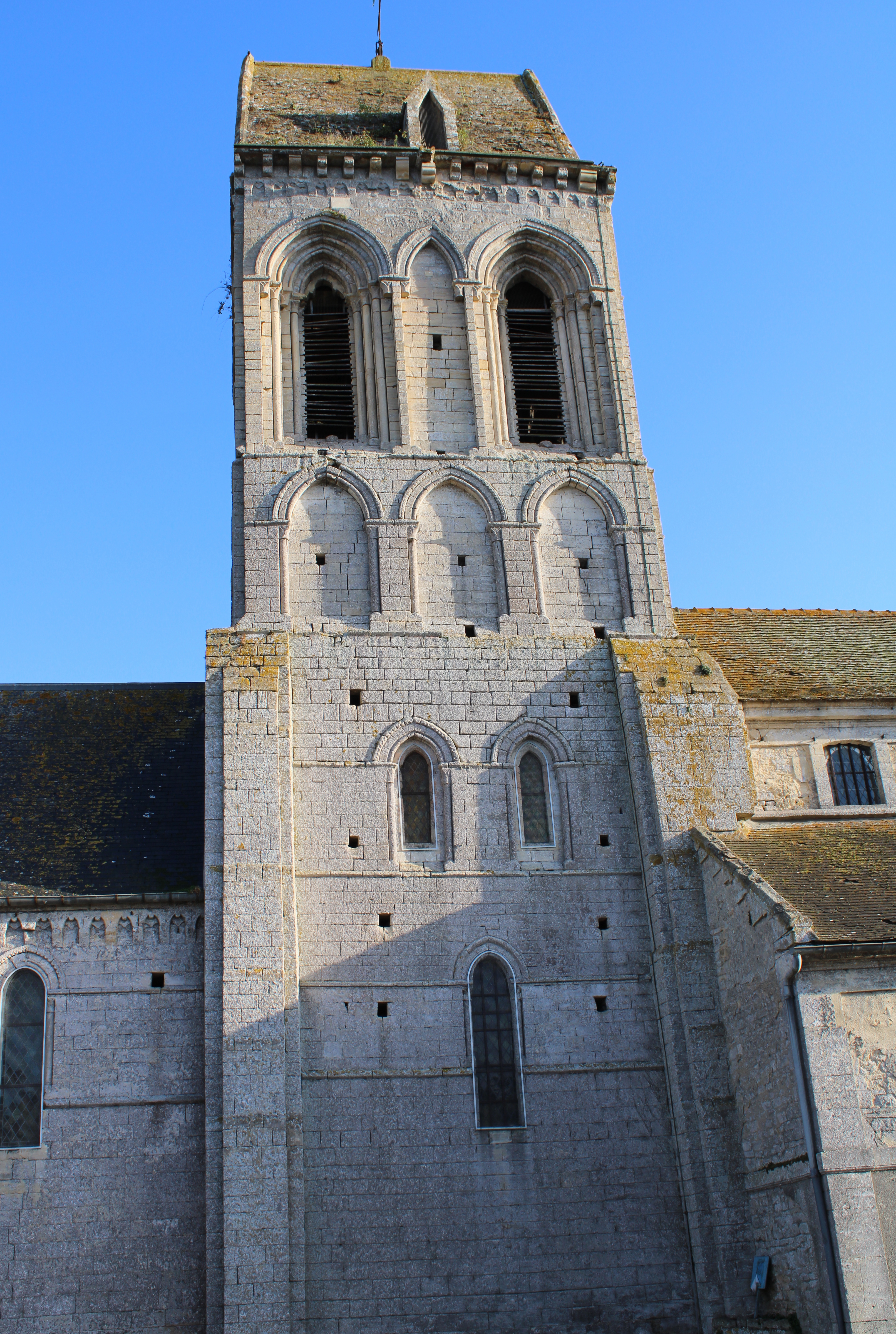
Le clocher côté nord avant restauration.
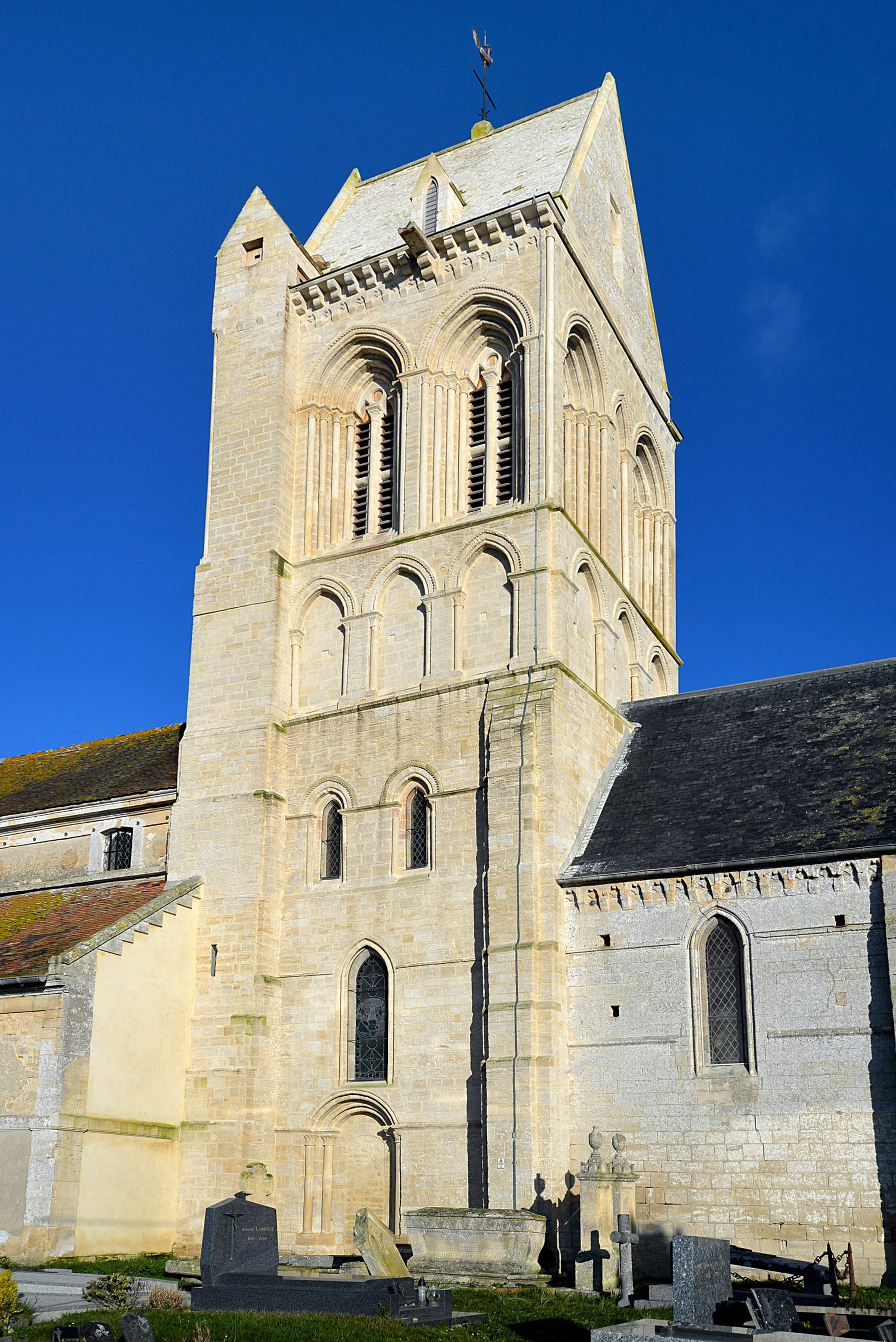
Le clocher côté sud après restauration.

## Architecture
L'église est dédiée à saint Laurent et secondairement à saint Georges. Elle est de plan rectangulaire, sans transepts. La nef comporte des bas côtés. La tour-clocher en alignement avec la nef assure la continuité avec le chœur à une seule travée et moins large.
Le chœur et le clocher de style gothique premier sont de la seconde moitié du XIIe siècle. La nef a été reconstruite au XVIIIe siècle. Selon Arcisse de Caumont dans sa Statistique monumentale du Calvados Tome3 page 531, Au XVIe siècle peut-être même au XVIIe siècle, la tour de Villiers reçut un toit en pierre à double égout, non seulement pour elle, mais encore pour la tourelle en saillie renfermant l'escalier à l'un des angles.
Le maître-autel et le retable achevés en 1791 sont de style néoclassique. Le tableau central représente l'agonie du Christ au Mont des Oliviers (1826). L'ensemble ainsi que le tabernacle sont inscrits au titre d'objets. (1985)
Sont également inscrits au titre d'objets : Les deux autels et retables secondaires dédiés à la Vierge et à Saint-Laurent (05/1985).
A signaler, les 2 tableaux en médaillon de Saint-Laurent et de Saint-Georges, patrons de l'église, qui étaient probablement installés, à l'origine, de chaque côte du maître-autel.

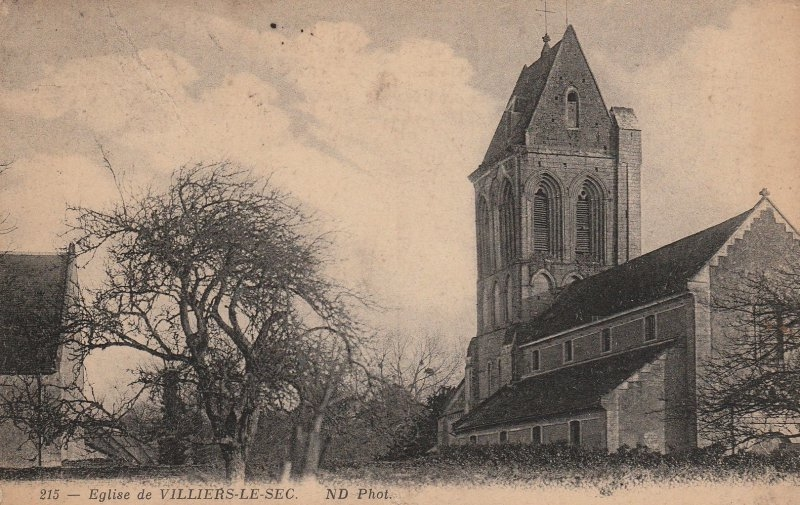
Carte postale de l'église vers 1920.
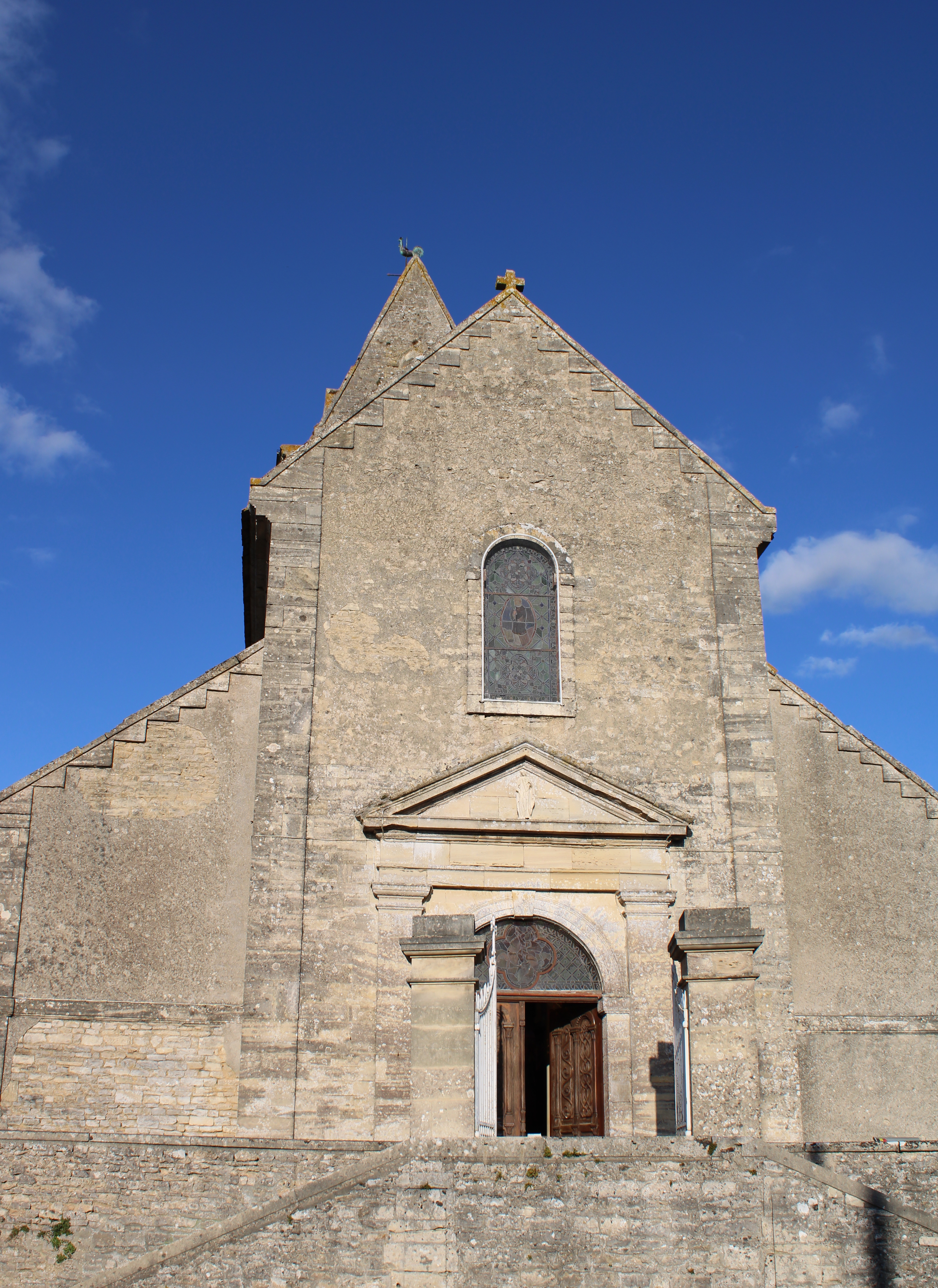
La façade de l'église.
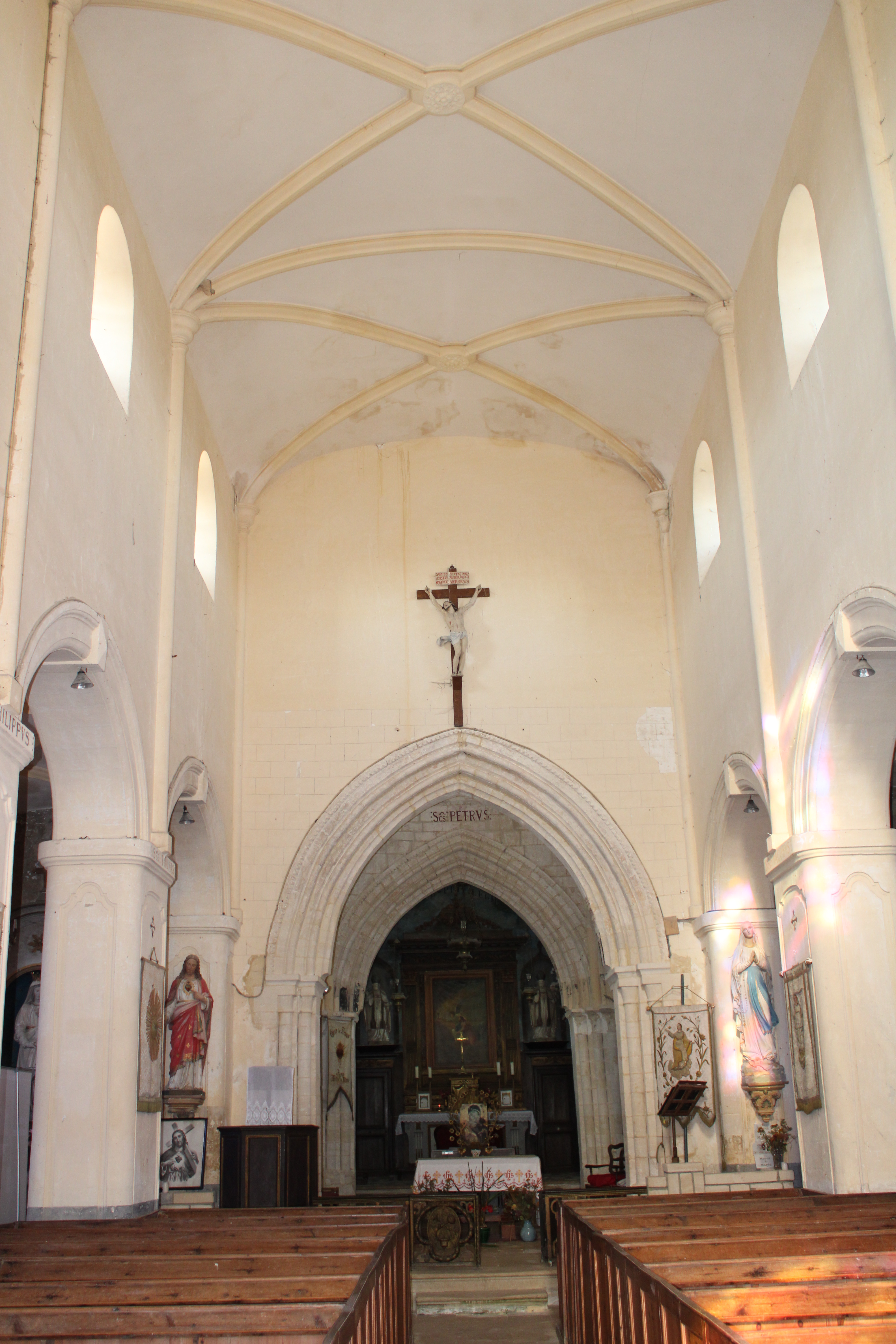
La nef de l'église.
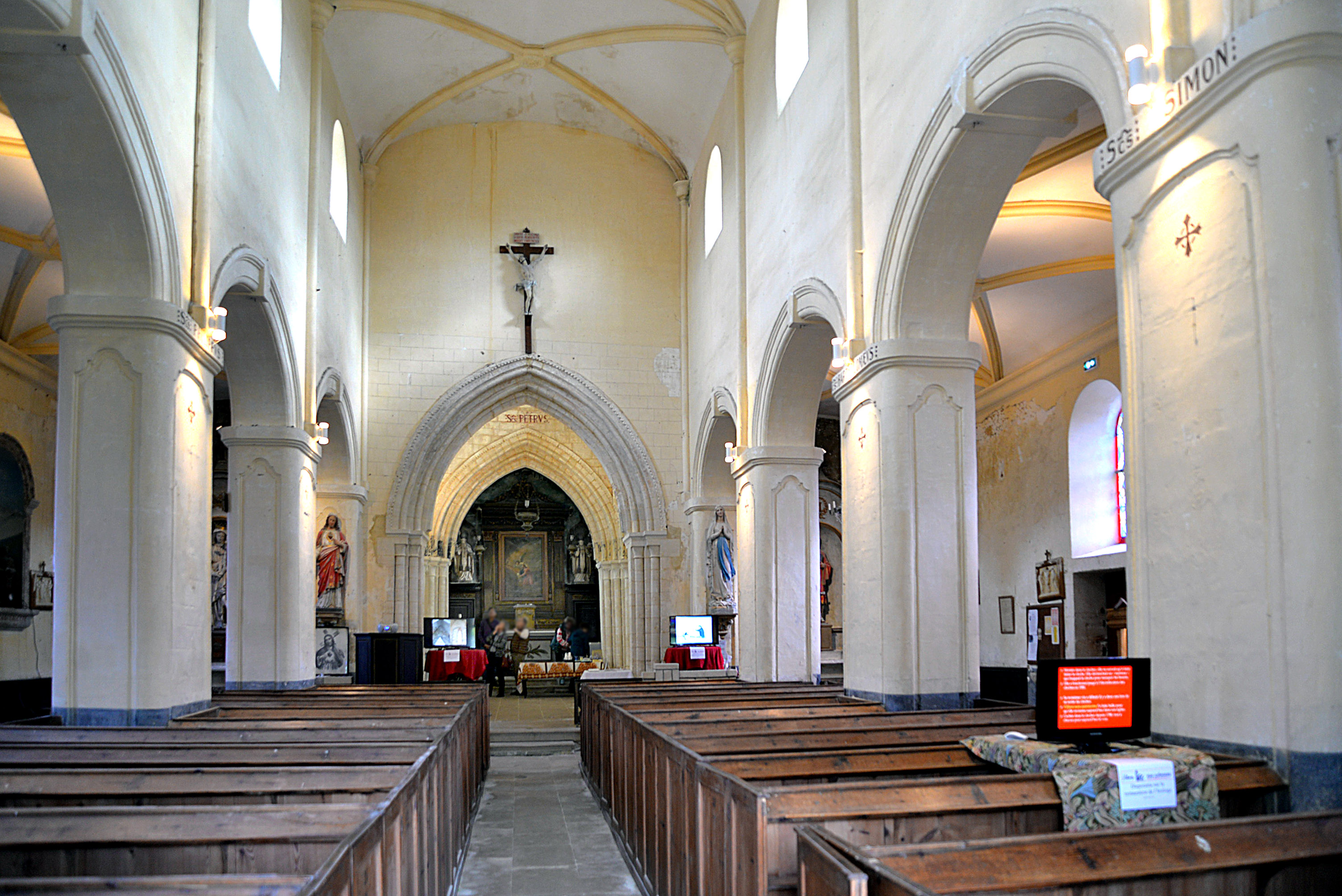
La nef de l'église.
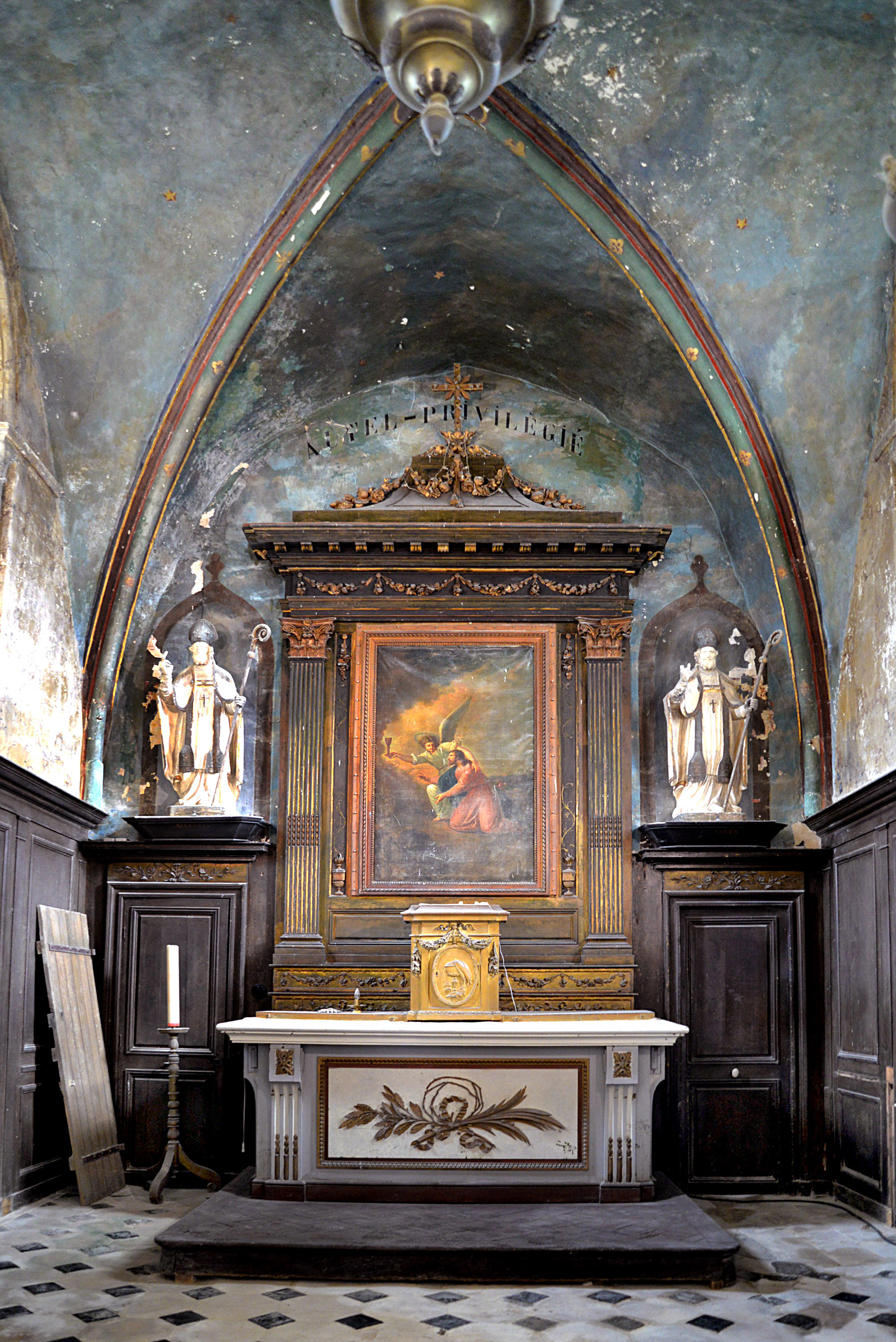
Le maître-autel et le retable de l'église.
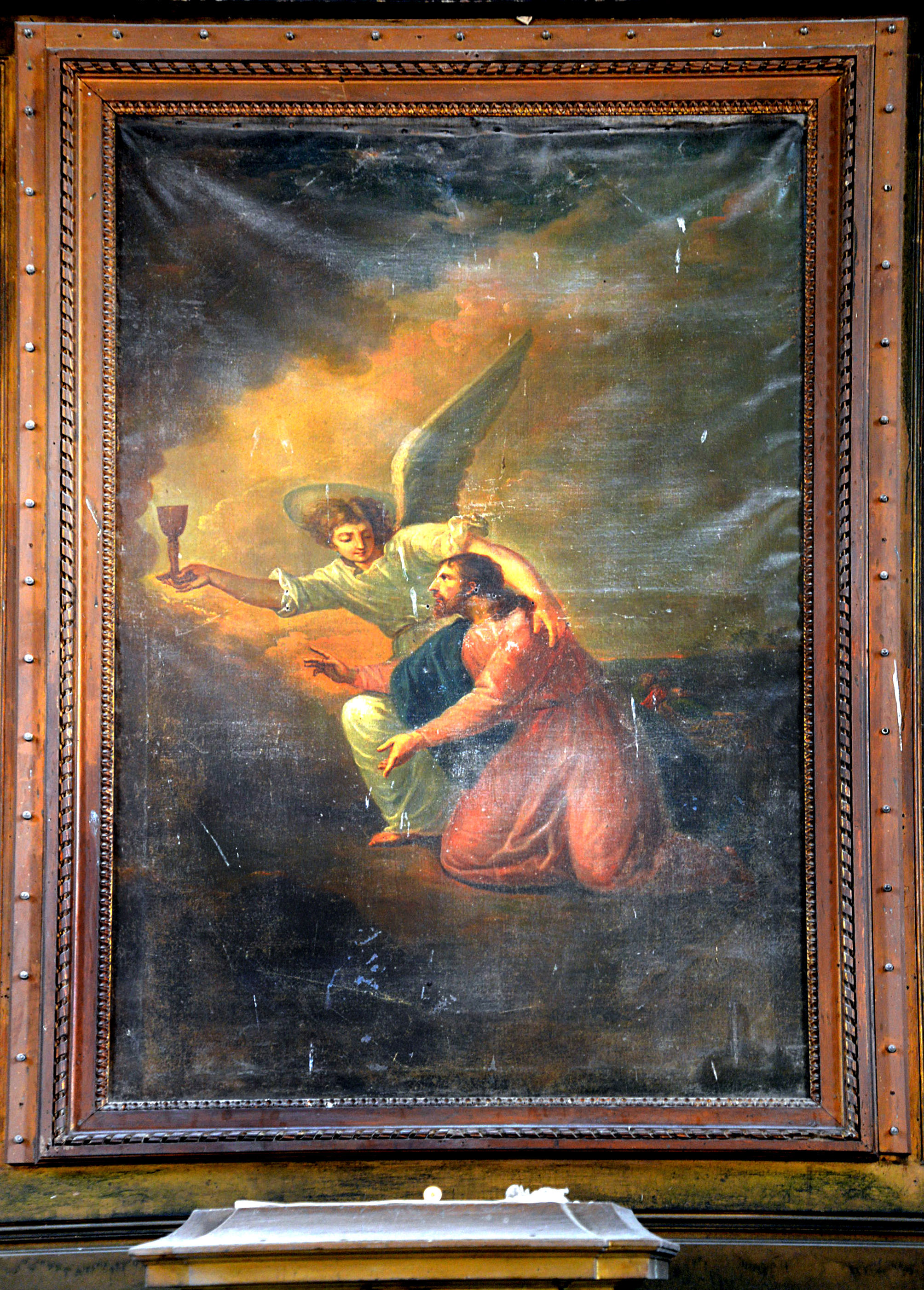
Le tableau central du maître-autel de l'église. (L'agonie du Christ au Mont des Oliviers.)
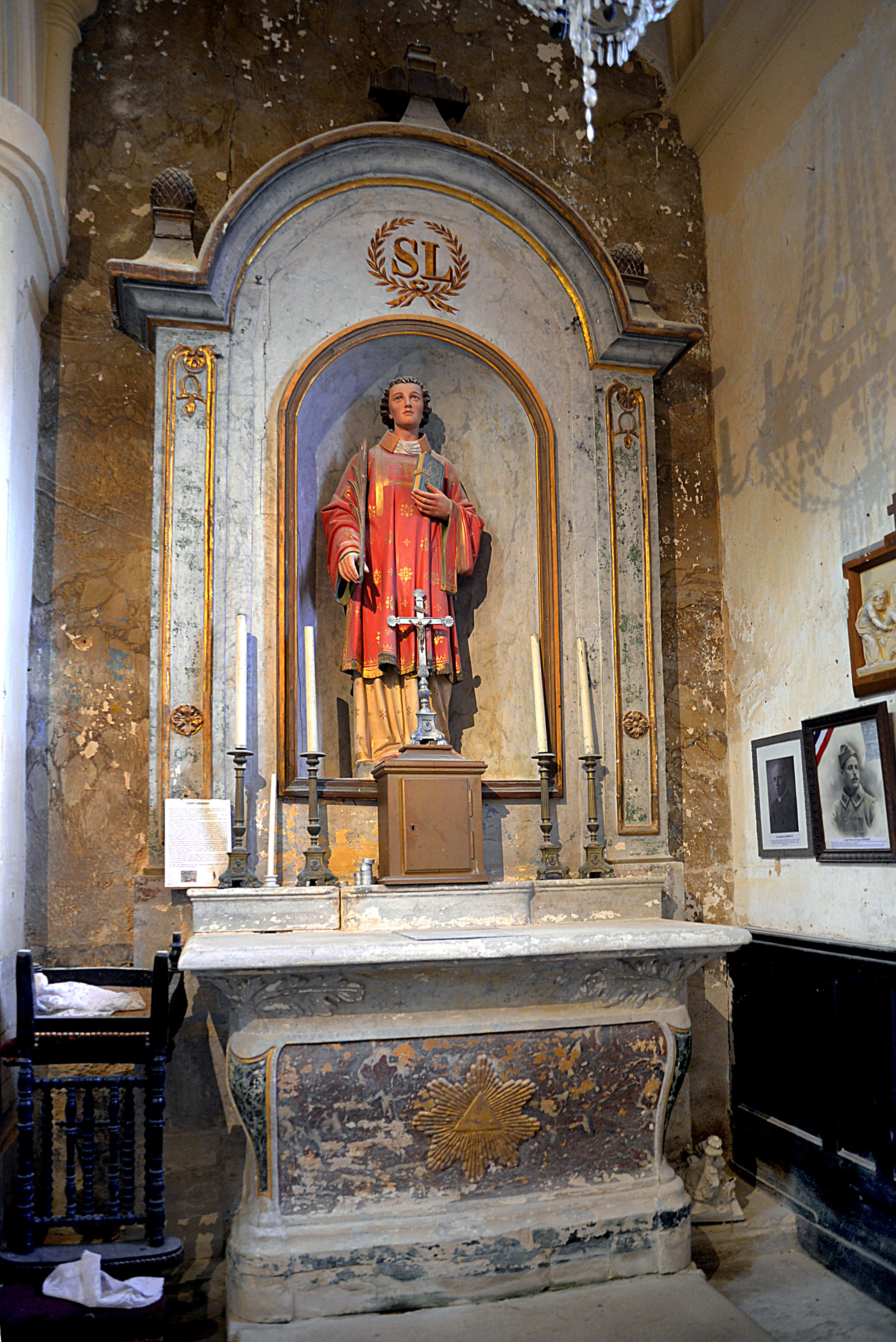
Autel latéral sud dédié à Saint-Laurent.
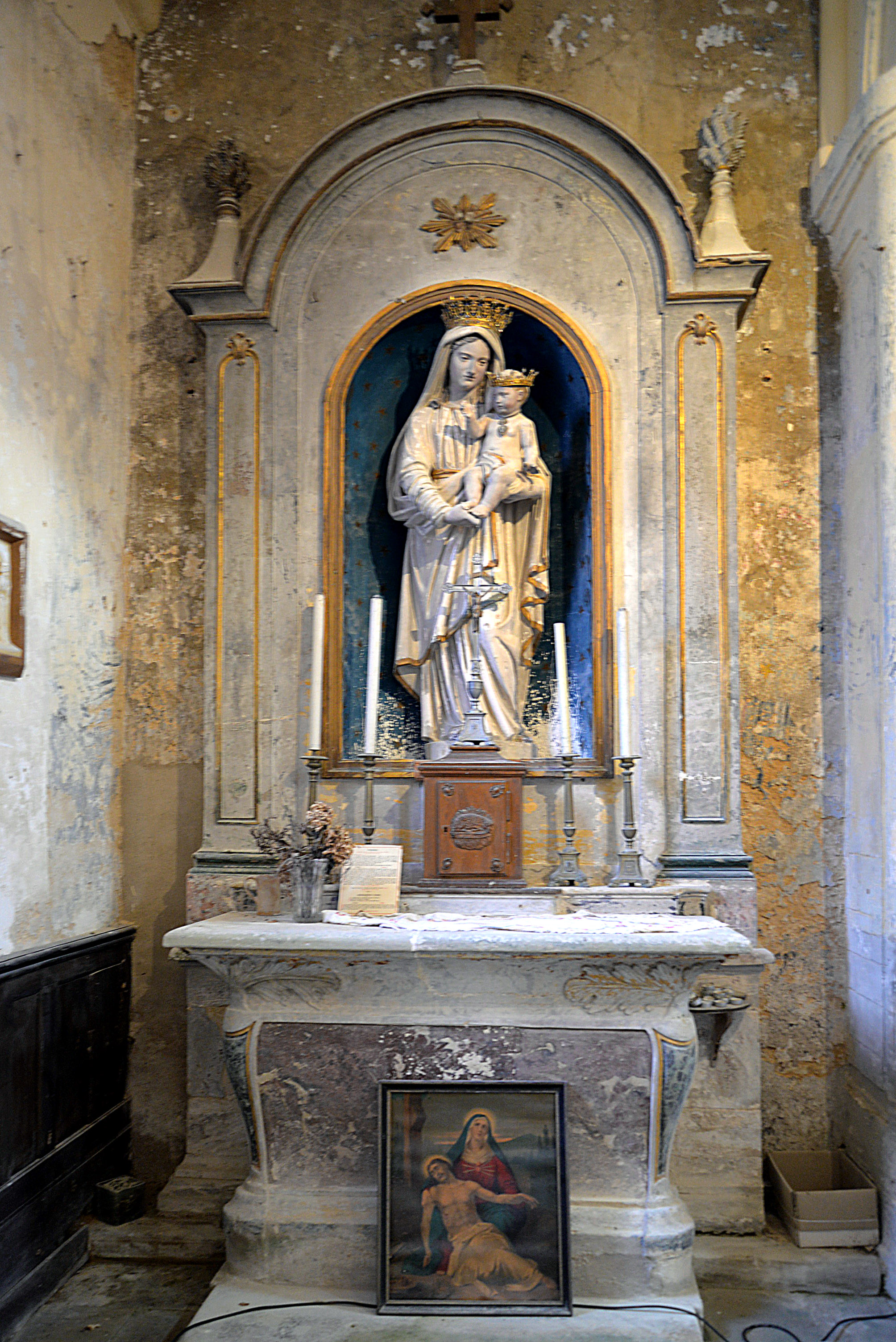
Autel latéral nord dédié à la Vierge.
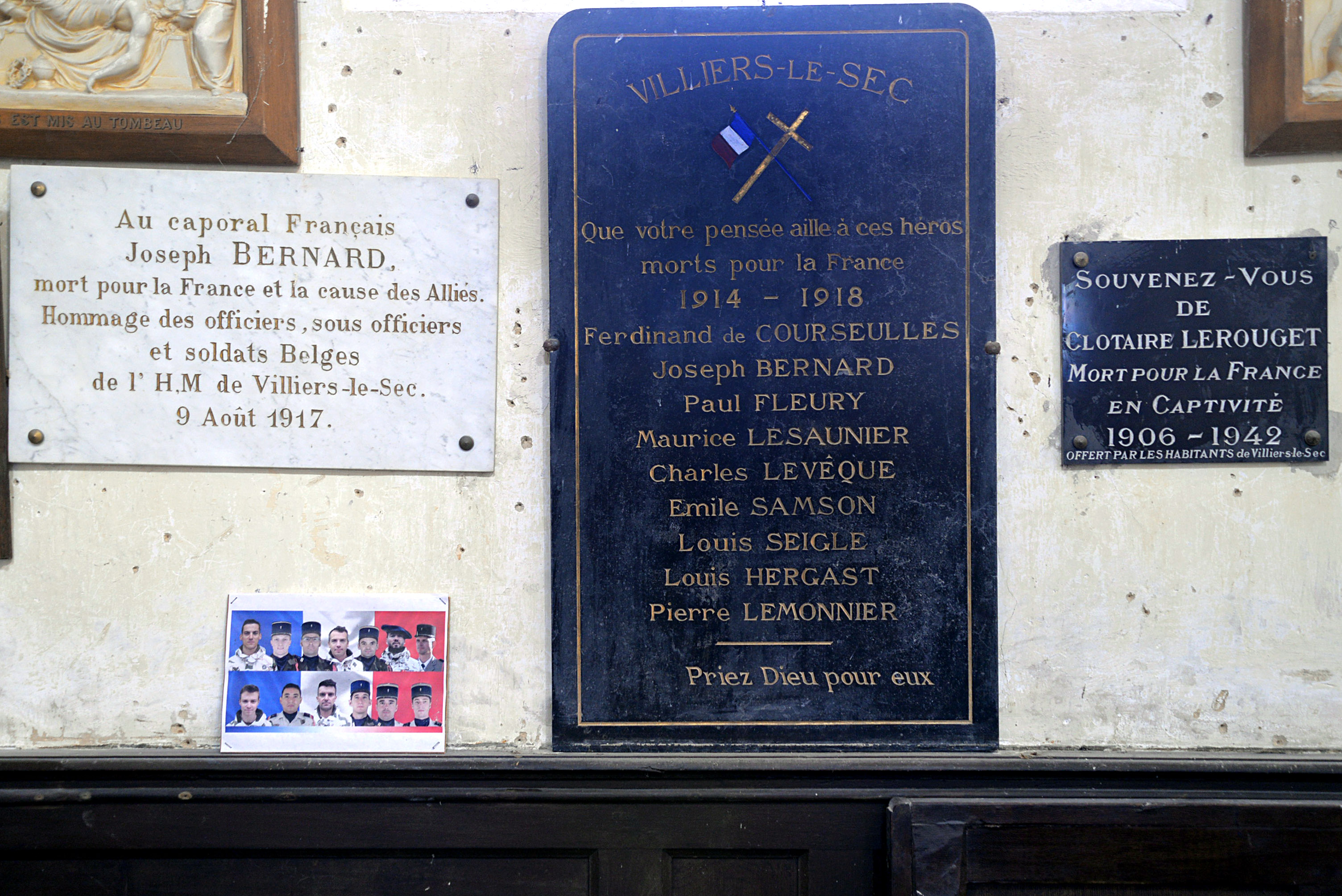
Plaques commémoratives dans l'église.